# Berg ob Afritz
Berg ob Afritz je naselje v Občini Zobrce v Okraju Beljak-dežela na Koroškem v Avstriji.